# Stazione di Comitini
La stazione di Comitini, oggi declassata a posto di movimento, è una stazione ferroviaria posta sulla linea Palermo-Agrigento. Serviva il centro abitato di Comitini.

## Storia
Originariamente la stazione, venne declassata a posto di movimento con il cambio orario del 15 dicembre 2002.